# Puget
Puget ist eine französische Gemeinde mit 881 Einwohnern (Stand 1. Januar 2022) im Département Vaucluse in der Region Provence-Alpes-Côte d’Azur.

## Geographie
Puget befindet sich im Süden des Départements Vaucluse und ist von den Gemeinden Mérindol, Mallemort, Charleval, La Roque-d’Anthéron und Lauris umgeben. Nächstgrößere Städte sind Apt im Nordosten (17 Kilometer), Salon-de-Provence im Südwesten (19 Kilometer), Cavaillon im Nordwesten (20 Kilometer) und Pertuis im Südosten (20 Kilometer).
Im Norden der Gemeinde erhebt sich das Gebirge des Luberon mit dem Regionalen Naturpark Luberon, zu dem das Gemeindegebiet gehört. Im Süden fließt die Durance, die auch die Grenze zum Département Bouches-du-Rhône bildet.

## Verkehr
Südlich des Gemeindezentrums verläuft die D973 auf ost-westlicher Achse. Parallel dazu verläuft die Bahnstrecke Cheval-Blanc–Pertuis, die jedoch seit 1971 nicht mehr für den Personenverkehr geöffnet ist.

## Geschichte
Älteste Besiedlungsspuren reichen bis in spätrömische Zeit zurück. Die erste urkundliche Erwähnung fand im Jahr 1257 statt. Raymond und Bérangère de Puyvert waren Anfang des vierzehnten Jahrhunderts die ersten Grundherren. Aus dieser Zeit stammt auch die romanische Kirche. Zur Zeit der Pestepidemien im vierzehnten und fünfzehnten Jahrhundert wird der Ort nirgendwo erwähnt. 1619 unterzeichneten Louis de Merlon, Marquis von Bressieux und seine Mutter Marguerite de Saint-Michel-Bressieux-Lauris einen Vertrag, der die Rodung von Bauland für eine Neubesiedlung vorsah. Ende des neunzehnten Jahrhunderts wurde die protestantische Kirche rekonstruiert. Geologen entdeckten eisenoxidhaltiges Hämatit. Möglicherweise zeigt das Wappensymbol einen roten Zeichenstift, der aus diesem Mineral hergestellt wird.

### Bevölkerungsentwicklung
| Jahr      | 1962 | 1968 | 1975 | 1982 | 1990 | 1999 | 2006 | 2018 |
| --------- | ---- | ---- | ---- | ---- | ---- | ---- | ---- | ---- |
| Einwohner | 110  | 131  | 168  | 333  | 475  | 589  | 652  | 785  |

## Gemeindepartnerschaft
- Ötisheim, Baden-Württemberg

## Sehenswürdigkeiten

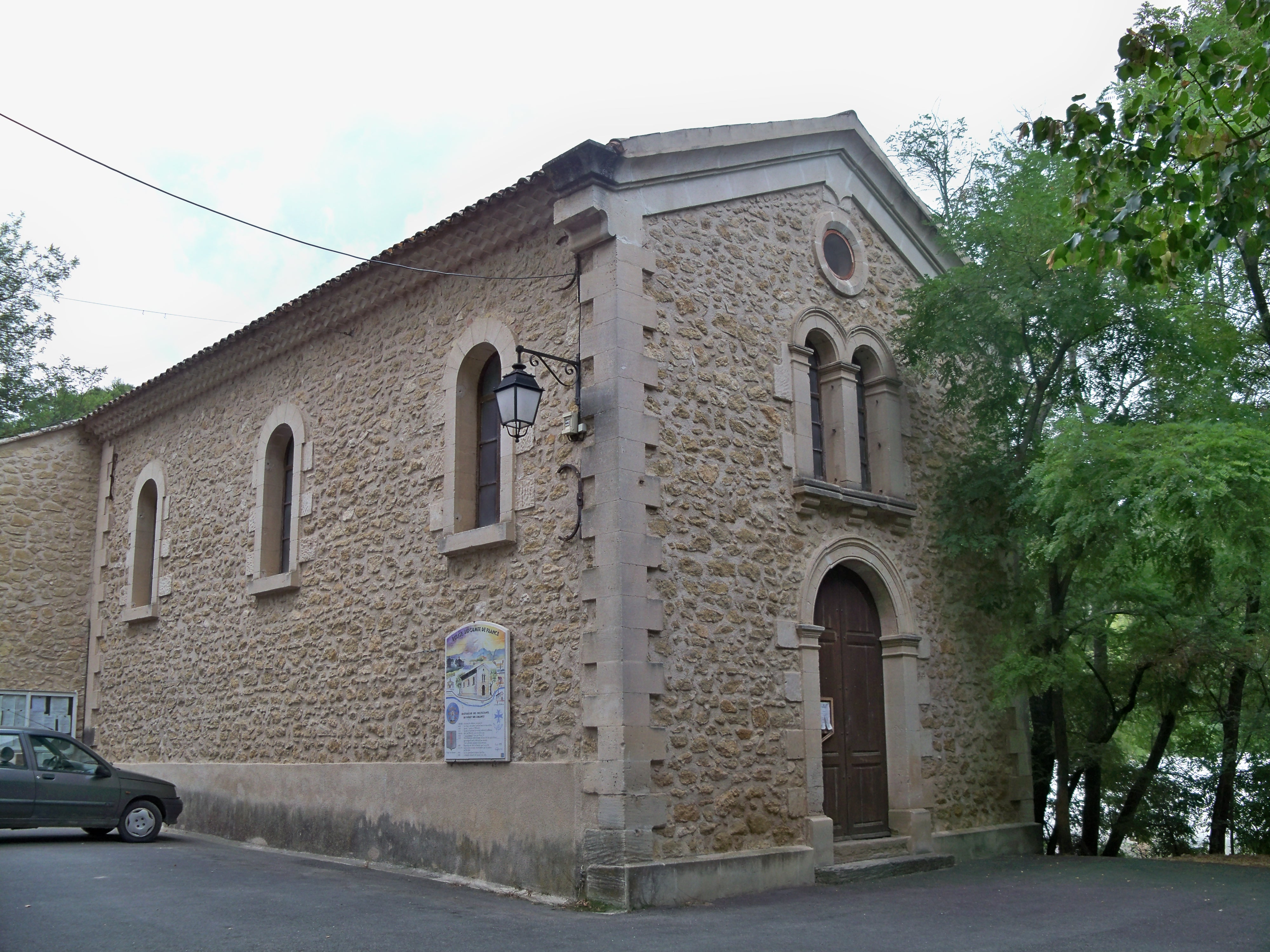
Protestantische Kirche

- romanische Kirche Notre-Dame-de-Puget, denkmalgeschützt[4]
- protestantische Kirche
- Schlossruinen (14. Jahrhundert)